# Nécropole de Dometaia
La Nécropole de Dometaia (en italien : Necropoli di Dometaia) se situe à Dometaia, frazione de la commune de Colle di Val d'Elsa dans la province de Sienne en Toscane (Italie).

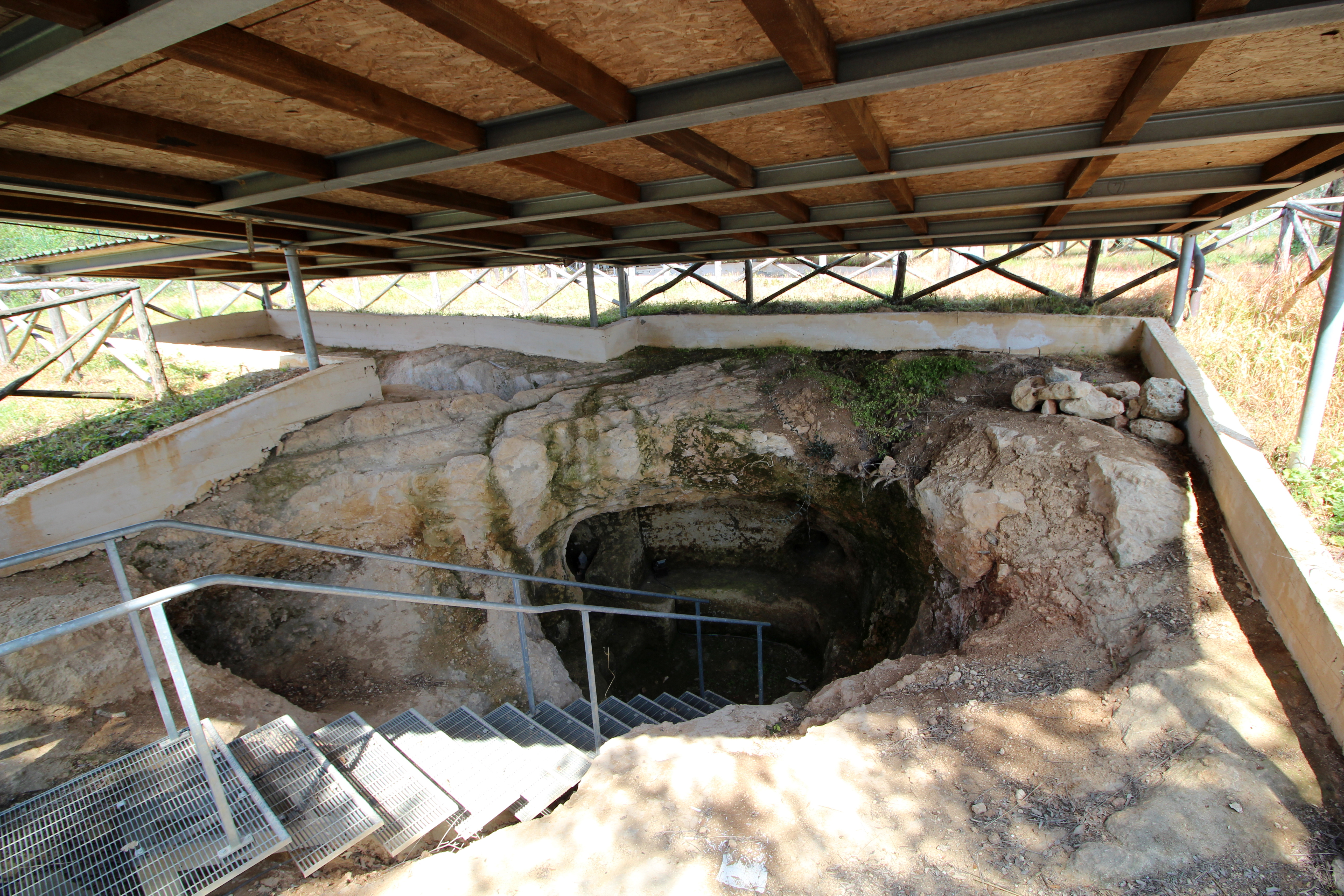
La nécropole de Dometaia

## Géographie
La nécropole de Dometaia est située à environ 4 km à sud-est de la commune de Colle di Val d'Elsa.

## Histoire
Les premières informations concernant les découvertes archéologiques remontent à la seconde moitié du XXe siècle. Le matériel récupéré au cours des fouilles est depuis en grande partie perdu et le reste est conservée au Musée archéologique national de Sienne (it).
Au cours du mois de novembre 1972 le Soprintendente archéologuiste toscan Guglielmo Maetzke autorise l'exploration de quelques tombes, déjà connues depuis le XIXe siècle. 
De 1972 à 1978, seize tombes sont localisées et revisitées. Il s'agit de tombes à camera qui ne comportaient que peu de pièces archéologiques. 
En 1994, est découverte la tombe no 17, déjà pillée par les tombaroli, ce qui permet la récupération de débris permettant la reconstruction de quelques vases, avec une boucle d'oreille tubulaire en en or avec un protomé de félin.
L'étude des tombes a permis de découvrir des aspects de l'archéologie funéraire étrusque ainsi que de constater l'extension de la nécropole allant de Buliciano à Poggio ai Colli.
La disposition des hypogées le long de la route fait penser à une disposition tombale suivant un parcours ancien qui, partant de Volterra, transitait par Dometaia et  atteignait Monteriggioni en se prolongeant dans les zones de l'Étrurie intérieure.

## Description
La typologie des tombes est variée :
Tombe gentiliceActuellement seulement cinq tombes de grandes dimensions sont récupérées. Ces tombes sont complexes avec un vestibule autour duquel se trouvent diverses chambres avec banquettes. Elles reproduisent l'architecture de la maison archaïque à plusieurs pièces à toit à deux pentes. Il s'agit de tombes de personnages aristocratiques utilisées comme tombes familiales par plusieurs générations à partir du VIe siècle av. J.-C. témoignant de l'existence d'une forme de pouvoir des dignitaires dans une zone ayant probablement une forte importance stratégique.
Tombes populairesLes tombes de dimensions plus modestes sont les plus nombreuses. Elles sont à plans quadrangulaire ou circulaire et appartenaient aux couches populaires. Leur utilisation va de la fin du IVe  au  Ier siècle av. J.-C. La tombe no 3 est à plan circulaire avec une double banquette.

## Pièces archéologiques
Le matériel récupéré lors de la revisite des seize tombes est conservé dans une seule vitrine dans la salle no 7 du musée archéologique Ranuccio Bianchi Bandinelli de Colle di Val d'Elsa. 
Les pièces les plus importantes sont deux vases en bucchero et quelques morceaux de céramique attique à figures rouges.
Dans la salle no 8, sont conservés les objets reconstruits à partir de débris provenant de la tombe no 17,  dont deux grands skyphos peints et la boucle d'oreille en or.

## Sources
- Voir liens externes